# Christian Jank
 (avril 2022).
Si vous disposez d'ouvrages ou d'articles de référence ou si vous connaissez des sites web de qualité traitant du thème abordé ici, merci de compléter l'article en donnant les références utiles à sa vérifiabilité et en les liant à la section « Notes et références ».
Pour les articles homonymes, voir Jank.

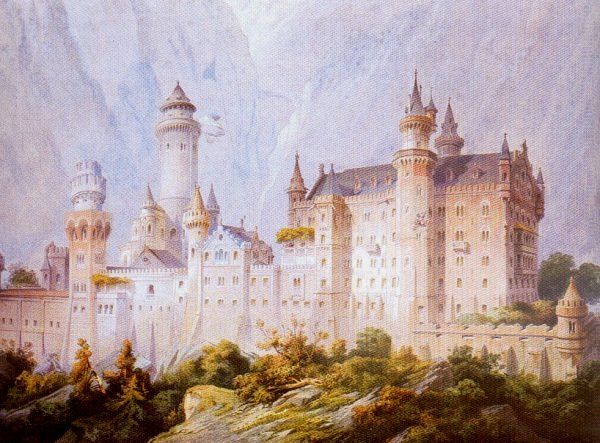
Neuschwanstein, projet initial. Gouache de Christian Jank, 1869

Christian Jank (Munich, 15 juillet 1833 - 25 novembre 1888) est un architecte et décorateur de théâtre bavarois. Il dessine le projet du Neuschwanstein, château du roi Louis II de Bavière. Il est engagé par Richard Wagner, pour lequel il conçoit des scénographies de ses opéras. Jank présente également un projet de reconstruction du château de Falkenstein, qui est confié à d'autres architectes mais qui n'est jamais réalisé.
Il est le père du peintre Angelo Jank.